# Gmach Wojskowego Instytutu Geograficznego w Warszawie
Gmach Wojskowego Instytutu Geograficznego – zabytkowy budynek znajdujący się w warszawskiej dzielnicy Ochota, przy Alejach Jerozolimskich 97.

## Opis
Gmach został wzniesiony w latach 1933−1934 według projektu Antoniego Dygata z przeznaczeniem na siedzibę Wojskowego Instytutu Geograficznego. Czteropiętrowy budynek o żelbetowej konstrukcji szkieletowej z sześciokondygnacyjną narożną wieżą zegarową ma układ dwupodwórzowy, otwarty od strony zachodniej. Elewacje obłożono płytami piaskowca, tworzącymi geometryczną kompozycję ramowo-płycinową. Dolną kondygnację wieży wypełniały pierwotnie dziesięciopolowe zespoły otworów okiennych, które później zostały zamurowane.
W holu umieszczono fresk Bolesława Cybisa i Jana Zamoyskiego Bolesław Chrobry wytyczający granice Polski na Odrze (powierzchnia ok. 100 m², ukończony w 1937 roku) oraz sgraffito Mapa Polski wykonane w 1938 roku przez Edwarda Manteuffela.
W 2000 roku na frontowej ścianie budynku odsłonięto tablicę upamiętniającą oficerów, podoficerów i pracowników Wojskowego Instytutu Geograficznego, którzy zginęli w czasie II wojny światowej.
W 2007 roku gmach został wpisany do rejestru zabytków.